# Opálka
Opálka je osada, část města Strážov v okrese Klatovy v Plzeňském kraji. Od Strážova je Opálka vzdálena zhruba jeden kilometr severozápadním směrem; leží v Šumavském podhůří (podcelek Strážovská vrchovina, okrsek Hodousická vrchovina); vsí protéká potok Jelenka v povodí řeky Úhlavy.

## Název
Své jméno získala Opálka již v dávných dobách, kdy byla půda potřebná k jejímu založení získávána vypalováním původních lesních porostů.[zdroj?]

## Historie
První písemná zmínka o vesnici pochází z roku 1392.
Historie osady je pevně spjata s existencí tvrze, která leží na jejím okraji u silnice směrem na Janovice nad Úhlavou. V minulosti byly v osadě v provozu dva mlýny – tzv. Panský mlýn a mlýn v Oboře.

## Současnost
V současnosti je na Opálce aktivní sbor dobrovolných hasičů. V místě je zahradnictví a hostinec. Každoročně se zde koná šachový turnaj Opálecký šach a turnaj v dámě Opálecká dáma.

## Obyvatelstvo
| Rok            | 1869 | 1880 | 1890 | 1900 | 1910 | 1921 | 1930 | 1950 | 1961 | 1970 | 1980 | 1991 | 2001 | 2011 | 2021 |
| -------------- | ---- | ---- | ---- | ---- | ---- | ---- | ---- | ---- | ---- | ---- | ---- | ---- | ---- | ---- | ---- |
| Počet obyvatel | 208  | 204  | 187  | 216  | 241  | 225  | 163  | 102  | 106  | 87   | 93   | 84   | 87   | 84   | 81   |
| Počet domů     | 16   | 16   | 19   | 18   | 17   | 18   | 20   | 21   | 32   | 21   | 23   | 24   | 25   | 27   | 28   |

## Obecní správa
Při sčítání lidu v letech 1850–1929 Opálka byla osadou obce Zahorčice v okrese Klatovy. V letech 1930–1963 byla samostatnou obcí v okrese Klatovy. Od roku 1964 je částí města Strážov v okrese Klatovy. V letech 1930–1963 k obci patřily České Hamry.

## Pamětihodnosti

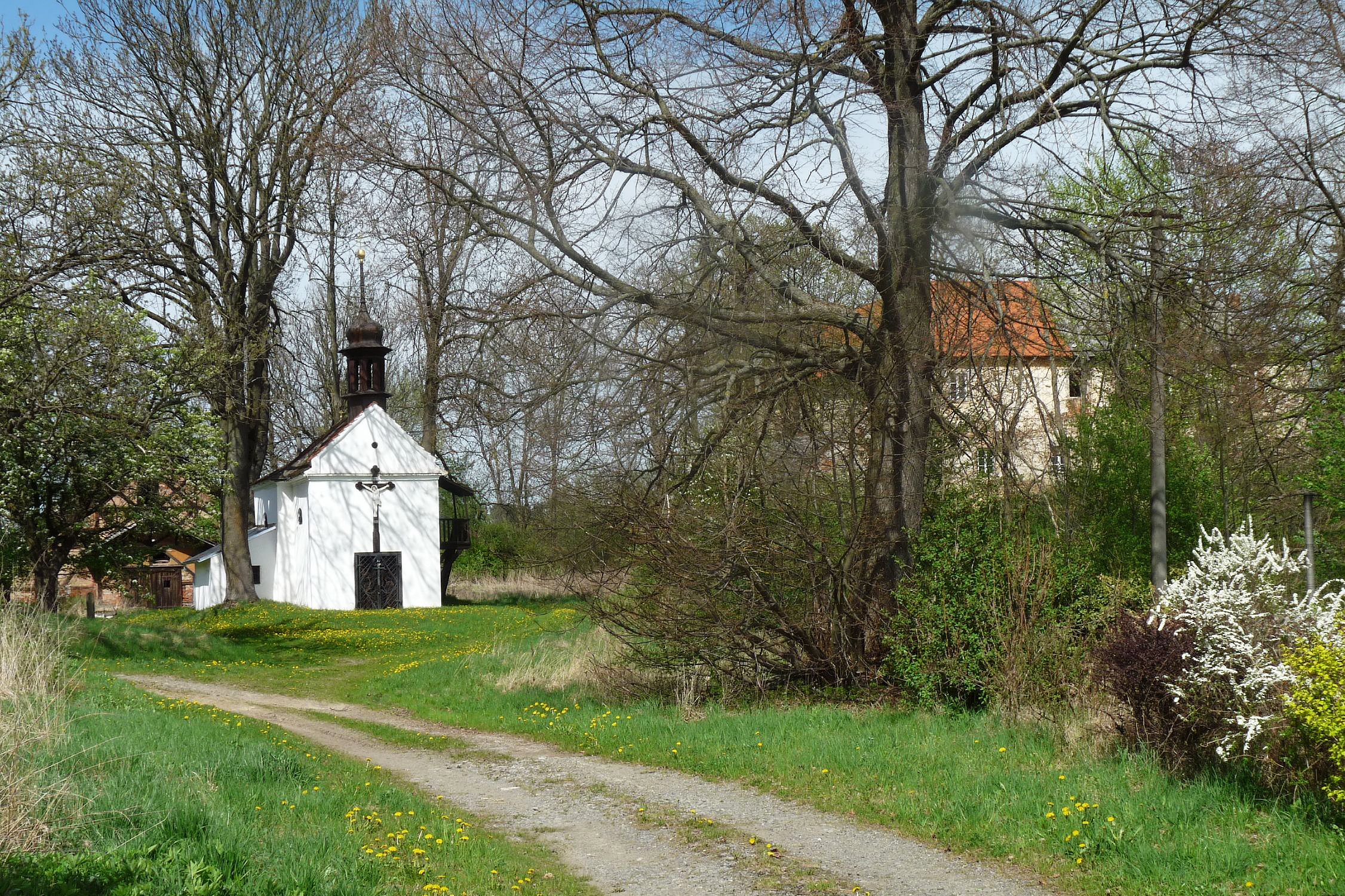
Tvrz a kaple svaté Anny

- Křížek u čp. 14 a další u čp. 19

### Tvrz
V areálu tvrze se nachází řada budov, mezi jinými také bývalý pivovar a lihovar. Prvním majitelem tvrze byl na konci 14. století Bušek ze Strážova, který se později přejmenoval a podle svého nového sídla si začal říkat Bušek z Opálky. Opálecká tvrz následně častokrát měnila své majitele. Roku 1948 byla tvrz znárodněna rodině Strouhalů, které byla v devadesátých letech 20. století opět navrácena.

### Kaple svaté Anny
Kaplička zasvěcená svaté Anně je součástí areálu tvrze. Každoročně je zde pořádána svatoanenská pouť a mše a to vždy první neděli po svátku svaté Anny.